# 木本幸雄
木本幸雄（きもと ゆきお、1928年2月22日 - ）は、愛媛県出身の仁侠系特殊株主、政治活動家、右翼。

## 概観
昭和30年代より総会屋稼業に従事。タブロイド誌『民権新報』を発行し、国会議事堂周辺を街宣車で回るなど活発に示威活動する傍ら、一人一党の政治団体『日本国民権利擁護連盟』を立ち上げ、旺盛な選挙闘争を敢行した。
商法改正（特殊株主への利益供与禁止）反対と、金権腐敗政治家の追放を主要政策に掲げ、1980年の第36回衆議院議員総選挙から1990年の第39回衆議院議員総選挙まで、4回連続で東京都第1区から総選挙に立候補した。政見放送にはサングラスを着用して臨み、「先ず、有権者諸君に警告して置く！」「ふざけるな！」などとドスの利いただみ声で演説をぶち、異彩を放っていた。
足立区の福田拓泉グループと結託した1983年の東京都知事選挙を端緒に、勢力を拡大。1985年の東京都議会議員選挙に3名の候補者を擁立したのに続き、千代田区長選挙にも福田他1名を擁立。
1989年の第15回参議院議員通常選挙では福田軍団による大攻勢の一翼を担い、確認団体として自ら比例区から立候補したほか、選挙区に9人の候補者を擁立したが、全員が下位落選し供託金を没収された。
他の右翼活動家と同様に、商法改正、ソビエト連邦の崩壊、更に各右翼団体の最大のパトロンだった笹川良一（国際勝共連合元名誉会長）の死去が痛手になり、活動を縮小し沙汰止みになっている。

## 主著
- 『乱世・憂国諌書』日本国民権利擁護連盟、1977年